# Elvis on Tour
Elvis on Tour is een Amerikaanse documentairefilm over een tournee van Elvis Presley in april 1972. De film werd uitgebracht door MGM en bekroond met een Golden Globe Award. Naast contemporaine repetitie- en concertbeelden zijn ook (televisie)optredens uit de jaren vijftig in de film verwerkt, terwijl de artiest zelf gesproken commentaar op zijn loopbaan geeft. Het was Presleys drieëndertigste en laatste bioscoopfilm.

## Nummers
1. Johnny B. Goode
2. Also Sprach Zarathustra/Opening Vamp -
3. See See Rider
4. Polk Salad Annie
5. Separate Ways
6. Always On My Mind
7. Proud Mary
8. Never Been To Spain
9. Burning Love
10. Closing Vamp
11. For The Good Times
12. Lighthouse
13. Lead Me, Guide Me
14. Bosom Of Abraham
15. Love me Tender
16. I, John
17. Bridge Over Troubled Water
18. Funny How Time Slips Away
19. An American Trilogy
20. I Got a Woman/Amen
21. A Big Hunk O' Love
22. You Gave Me a Mountain
23. Sweet Sweet Spirit
24. Lawdy Miss Clawdy
25. Can't Help Falling in Love
26. Closing Vamp -
27. Memories